# Герман фон Каульбах
Герман фон Каульбах (нім. Hermann von Kaulbach; 26 липня 1846, Мюнхен — 9 грудня 1909, Мюнхен) — німецький художник, син Вільгельма фон Каульбаха.
Навчався живопису під керівництвом Карла Пілоті. Його картини в основному блискучі в технічному відношенні і особливо цікаві чудовою випискою деталей, яка, однак, шкодить іноді інтересу змісту. Найвідоміші його твори: «Людовик XI і його цирульник Олів'є ле-Ден в Перроне» (1869), «Дитяча сповідь» (1871), «Гензель і Гретель у чаклунки», «З обітованої землі» (1874), «Смерть Шопена», «Себастьян Бах у Фрідріха Великого»(1879), «Лукреція Борджіа»(1882).
Похований на Старому південному цвинтарі у Мюнхені.